# 青山忠允
青山 忠允 （あおやま ただこと、1885年11月2日 - 1910年8月27日）は、日本の華族（子爵）。青山家当主。

## 経歴
篠山藩藩主青山忠良の子である青山忠惇の子として1885年（明治18年）に生まれる。1887年（明治20年）に伯父（父の兄）の青山忠誠が若くして死去したため襲爵。成長すると伯父が進めてきた郷土（篠山）の子弟育成事業を引き続き支援。邸内においた寄宿舎の維持や学資の貸与を続けた。夏場になると東京に出てきた遊学生達を連れて房総の館山市へ出かけ、泊りがけで水泳を習得させた。その宿舎で若者が蛮声を張り上げて元気よく唄ったのが郷土の盆踊りの唄（デカンショ節）が、後に全国に広がるきっかけとなったとされている。
1910年（明治43年）に死去。長男の忠精が襲爵した。

## 家族
- 妻：元子（相馬順胤の娘）
- 子：忠精